# Indian Masters 2011
De Avantha Masters is sinds 2008 een golftoernooi van de Aziatische- en Europese PGA Tour en telt uiteraard ook mee voor de Indiase PGA Tour. Het wordt in 2011 gespeeld van 17 - 20 februari op de DLF Golf & Country Club in Gurgaon. Titelverdediger van de Indian Masters is de Australiër Andrew Dodt, die er met een score van -14 zijn eerste tour-overwinning behaalde. 
Het prijzengeld voor 2011 is gestegen naar € 1.800.000. Jeev Milkha Singh wordt gezien als de grootste ster uit India, hij hoopt dit toernooi in eigen land te winnen en zo twee jaar speelrecht op de Europese Tour te krijgen, zoals SSP Chowrasia in 2008 deed. Chowrasia, Shiv Kapur en Jyoti Randhawa zijn alle drie verbonden aan de DLF Golf & Country Club.

## Verslag

#### Ronde 1
Wegens mist is het toernooi pas om 10:45 uur gestart. Robert-Jan Derksen is clubhouse leader na een mooie ronde van -6. Maarten Lafeber maakte een hole-in-one op hole 11 en won een Volvo XC60. Floris de Vries speelde ronde 1 in par en staat voorlopig op de 44ste plaats. Joost Luiten staat na 8 holes op -2, maar het is te donker geworden om verder te spelen.

Julio Zapata, Mark Foster en Darren Beck staan op -5, maar Beck moet nog vijf holes spelen. 

#### Ronde 2
Weer mist, maar de spelers konden toch voor 8 uur de baan in. Nadat de eerste ronde was uitgespeeld stond Derkesen nog steeds aan de leiding. Luiten maakte nog twee birdies en steeg met -4 naar de 7de plaats, die hij deelde met Richard Finch, Rashid Khan, Jeev Milkha Singh, Chapchai Nirat, Bernd Wiesberger en Fabrizio Zanotti.

Voor het beëindigen van de tweede ronde heeft men het spelen gestopt wegens gebrek aan licht. Derksen staat na 9 holes op +2 dus die is afgezakt. Luiten staat voorlopig op de 12de plaats. Cabrera Bello heeft de leiding overgenomen.

#### Ronde 3
De cut was op level par, 81 spelers hebben zich voor het weekend geplaatst. De vier Nederlanders staan op -5 en delen de 15de plaats. De laatste partij, bestaande uit Singh, Cabrera Bello en Jaidee, is om half drie lokale tijd gestart en zal ronde 3 niet kunnen afmaken. Wegens tijdgebrek wordt op twee tees gestart en in groepen van drie spelers gespeeld.

Derksen heeft een goede ronde van -4 gemaakt en is teruggeklommen naar de top-10. 
Bij gebrek aan licht is het spelen gestopt. 

#### Ronde 4

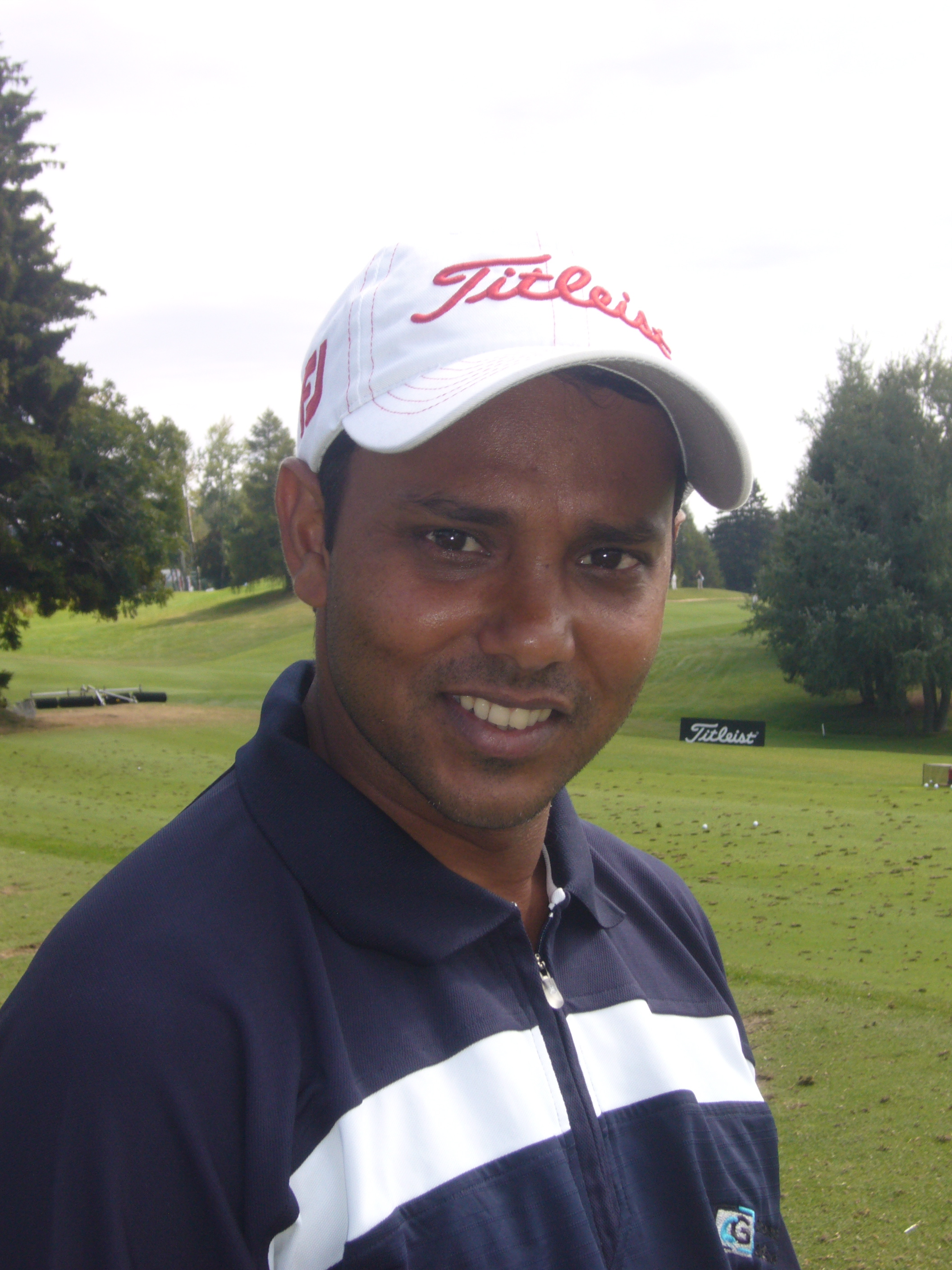
Winnaar SSP Chowrasia

Vanohtend eindigde Robert Coles als leider van Ronde 3.
In Ronde 4 maakte Maarten Lafeber twee dubbel-bogeys en hij zakte weg. Joost Luiten maakte een triple bogey op zijn eerste hole en Floris de Vries op zijn tweede hole. Na negen holes was Derksen de enige Nederlander die onder par had gespeeld. Onderwijl stond SSP Chowrasia na hole 10 samen met Coles aan de leiding met een totaalscore van -15. Na een birdie op hole 14 stond hij op -7, mogelijk een nieuw baanrecord. Op de laatste par 3 maakte Chowrasia een dubbel-bogey en was die kans verkeken. Hij werd clubhouse leader en moest afwachten hoe Coles zijn laatste holes zou spelen. Coles maakte op hole 18 een bogey en Chowrasia, die de Indian Masters ook in 2008 won, was de winnaar van dit toernooi. 
Derksen maakte deze ronde -4 en eindigde op een mooie 4de plaats. De eindstand: 5 Aziaten en 5 Europeanen in de top-10.
- Leaderboard

| Naam                 | R1 | R1  | Stand | R2 | R2  | Totaal | Stand | R3 | R3 | Totaal | Stand | R4 | R4  | Totaal | Stand |
| -------------------- | -- | --- | ----- | -- | --- | ------ | ----- | -- | -- | ------ | ----- | -- | --- | ------ | ----- |
| SSP Chowrasia        | 70 | -2  | T15   | 69 | -3  | -5     | T15   | 67 | -5 | -10    | T5    | 67 | -5  | -15    | 1     |
| Robert Coles         | 70 | -2  | T15   | 67 | -5  | -7     | T5    | 67 | -5 | -12    | 1     | 70 | -2  | -14    | 2     |
| Grégory Havret       | 72 | par | T44   | 67 | -5  | -5     | T15   | 68 | -4 | -9     | T9    | 68 | -4  | -13    | 3     |
| Robert-Jan Derksen   | 66 | -6  | 1     | 73 | +1  | -5     | T15   | 68 | -4 | -9     | T8    | 69 | -3  | -12    | 4     |
| Pablo Larrazábal     | 69 | -3  | T11   | 70 | -2  | -5     | T15   | 66 | -6 | -11    | T2    | 72 | par | -11    | T5    |
| Sujjan Singh         | 69 | -3  | T11   | 69 | -3  | -6     | T10   | 68 | -4 | -10    | T5    | 71 | -1  | -11    | T5    |
| Mark F Haastrup      | 71 | -1  | T19   | 66 | -6  | -7     | T5    | 68 | -4 | -11    | T2    | 73 | +1  | -10    | T7    |
| Angelo Que           | 71 | -1  | T19   | 68 | -4  | -5     | T15   | 68 | -4 | -9     | T8    | 72 | par | -9     | T9    |
| Jeev Milkha Singh    | 68 | -4  | T7    | 67 | -5  | -9     | 1     | 70 | -2 | -11    | T2    | 75 | +3  | -8     | T11   |
| Thaworn Wiratchant   | 70 | -2  | T15   | 68 | -4  | -6     | T10   | 70 | -2 | -8     | T13   | 72 | par | -8     | T11   |
| Joost Luiten         | 68 | -4  | T7    | 71 | -1  | -5     | T15   | 71 | -2 | -6     | T20   | 71 | -1  | -7     | T16   |
| Darren Beck          | 67 | -5  | T2    | 72 | par | -5     | T15   | 73 | +1 | -4     | T30   | 69 | -3  | -7     | T16   |
| Rafael Cabrera Bello | 67 | -5  | T2    | 69 | -3  | -8     | T2    | 71 | -1 | -9     | T8    | 74 | +2  | -7     | T16   |
| Thongchai Jaidee     | 69 | -3  | T11   | 67 | -5  | -8     | T2    | 75 | +3 | -5     | T34   | 71 | -1  | -6     | T22   |
| Mark Foster          | 67 | -5  | T2    | 77 | +5  | par    | T48   | 67 | -5 | -5     | T24   | 70 | -2  | -6     | T22   |
| Rafa Echenique       | 69 | -3  | T11   | 70 | -2  | -5     | T15   | 67 | -5 | -10    | T5    | 76 | +4  | -6     | T22   |
| Floris de Vries      | 72 | par | T44   | 67 | -5  | -5     | T15   | 70 | -2 | -7     | T14   | 76 | +4  | -3     | T41   |
| Maarten Lafeber      | 69 | -3  | T11   | 70 | -2  | -5     | T15   | 74 | +2 | -3     | T38   | 74 | +2  | -1     | T52   |
| Julio Zapata         | 67 | -5  | T2    | 76 | +4  | -1     | T52   | 71 | -2 | -3     | T38   | 78 | +6  | +3     | T71   |

| Leider |  | Laagste toernooironde |

## De spelers
| Europese Tour - Felipe Aguilar - Richard Bland - Paul Broadhurst - Mark Brown - Rafael Cabrera Bello - Robert Coles - Carlos Del Moral - Nicolas Colsaerts - Robert-Jan Derksen - Robert Dinwiddie - Andrew Dodt (2010) - Jamie Donaldson - Nick Dougherty - David Drysdale - Rafa Echenique - Richard Finch - Oliver Fisher - Mark Foster - Daniel Gaunt - Adam Gee - Jean-Baptiste Gonnet - Mark F Haastrup - Matt Haines - Anders Hansen - Søren Hansen - Andreas Hartø - Grégory Havret - Oskar Henningsson - Keith Horne - David Howell - Jeppe Huldahl - Raphaël Jacquelin - Scott Jamieson - Anthony Kang - James Kingston - Mikko Korhonen | - Maarten Lafeber - Pablo Larrazábal - Peter Lawrie - Joost Luiten - Gareth Maybin - Richard McEvoy - Paul McGinley - Ross McGowan - Steven O'Hara - Thorbjørn Olesen - Hennie Otto - John Parry - Richie Ramsay - Robert Rock - Brett Rumford - Marcel Siem - Joel Sjöholm - Lee Slattery - Graeme Storm - Scott Strange - Mark Tullo - Alvaro Velasco - Floris de Vries - Simon Wakefield - Anthony Wall - Romain Wattel - Bernd Wiesberger - Peter Whiteford - Fabrizio Zanotti - Julio Zapata - Matthew Zions Sponsor uitnodiging - Peter Gustafsson - Marc Warren | Regionale Order of Merit - Kiradech Aphibarnrat - Seuk-hyun Baer - Acott Barr - Darren Beck - Kunal Bhasin - Marcus Both - Gaganjeet Bhullar - Tony Carolan - Yih-shin Chan - Danny Chia - S S P Chowrasia (2008) - Shankar Das - Udorn Duangdecha - Rahul Ganapathy - Scott Hend - Tetsuji Hiratsuka - In-choon Hwang - Thongchai Jaidee - Manav Jaini - Amandeep Singh Johl - Pariya Junhasavasdikul - James Kamte - Shiv Kapur - Rikard Karlberg - Peter Karmis - Shamim Khan - Jason Knutzon - Jbe' Kruger - Kenichi Kuboya - Rick Kulacz - Ashok Kumar - Chiragh Kumar - Mukesh Kumar | - Sanjay Kumar - Vijay Kumar - Anirban Lahiri - Chih-bing Lam - Antonio Lascuna - Sung Lee - Ben Leong - Wei-chih Lu - Mardan Mamat - Prayad Marksaeng - Daisuke Maruyama - Raju Ali Mollah - Chapchai Nirat - Unho Park - Mandeo Singh Pathania - Chinnarat Phadungsil - Chawalit Plaphol - Mars Pucay - Angelo Que - Jyoti Rhandawa - Aruna Rohana - Gurki Shergill - A. Siddikur - Jeev Milkha Singh - Gaurav Pratap Singh - Himmat Singh Rai - Sujjan Singh - Vishal Singh - Iain Steel - Hideto Tanihara - Kwanchai Tannin - Namchok Tantipokakul - Thaworn Wiratchant - MD Zamal Hossain Mollah |

Zie ook het overzicht van de Europese PGA Tour 2011